# Primera Epístola de Climent

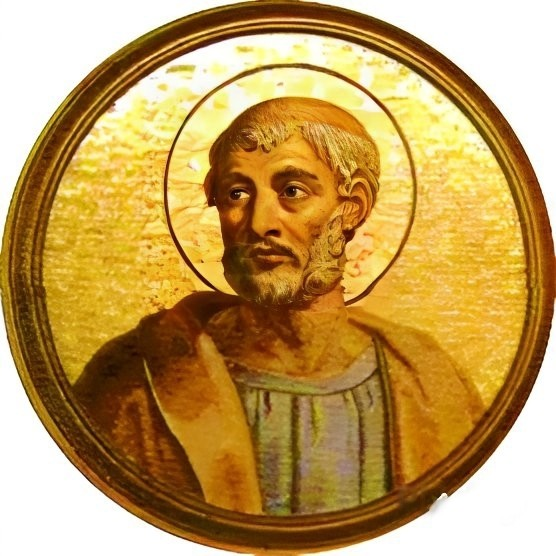
Climent I

La Primera Epístola de Climent és una de les dues cartes, adreçades als cristians de la ciutat de Corint, atribuïdes a Climent I. Data de finals del segle I o començaments del segle ii. Cap de les dues epístoles va ser acceptada en el cànon del Nou Testament, però són part de la col·lecció dels Pares apostòlics. No és clar si van ser realment escrites pel Papa Climent I, a qui s'han atribuït tradicionalment.
La primera epístola no esmenta el nom de Climent, sinó que és dirigida per l'Església de Roma a la de Corint. No obstant això, s'ha datat tradicionalment en els últims anys del regnat de Domicià, és a dir, al voltant de l'any 96, ja que es fa referència al fet que sobre l'església de Roma han caigut nombrosos infortunis (1:1), la qual cosa sol interpretar-se com una referència a les persecucions de Domicià. Confirma aquesta datació el fet que l'església de Roma sigui denominada "antiga" i que els preveres ordenats pels apòstols hagin mort (44:2), i hagi passat també una segona generació eclesiàstica (44:3).
L'epístola es va escriure a causa d'una disputa a Corint, que havia portat a la destitució de diversos preveres. Atès que cap dels preveres destituïts havia estat acusat d'ofenses a la moral, Climent va opinar que la seva destitució havia estat una mesura excessiva i injustificable. L'epístola és molt extensa –té dues vegades l'extensió de l'Epístola als Hebreus– i inclou diverses referències a l'Antic Testament. La familiaritat de Climent amb l'Antic Testament sembla indicar que no era un convers recent, sinó que era cristià de feia temps. Bruce Metzger, a  Canon of the New Testament assenyala que Climent es refereix diverses vegades a l'Antic Testament com a "Escriptures". Encara que cita algunes de les epístoles de Pau i l'Epístola als Hebreus i recorda algunes dites de  Jesús no s'hi refereix mai com a "Escriptures" d'autoritat.
L'epístola va ser llegida públicament a vegades a Corint, i per al segle IV aquest ús s'havia estès a altres esglésies. Fins i tot es troba en el famós Còdex Alexandrinus, del segle v, que conté l'Antic i el Nou Testament, encara que això no implica necessàriament que arribés a ser considerat un text canònic de les escriptures cristianes. L'obra va ser traduïda almenys a tres idiomes en l'antiguitat: una traducció al llatí del segle II o III es va trobar en un manuscrit del segle xi, i va ser publicada per G. Morin el 1894, un manuscrit siríac, avui a la Universitat de Cambridge, va ser trobat per R. L. Bensly el 1876, i traduït per ell el 1899, i la seva traducció al copte ha sobreviscut en dues còpies en papir, una publicada per C. Schmidt el 1908 i l'altra per F. Rösch el 1910.